# معركة سكنة الكهوف الكاذبة
تُظهر لوحة، تُعرف باسم «ماكجريجور-لوحة»، أول تصوير كامل للملك دن المصري يحمل غطاء الرأس. تظهر الصورة دن في لفتة تعرف باسم «ضرب العدو». في إحدى يديه، يحمل دن صولجانًا، ومن ناحية أخرى يمسك عدوًا بشعره. بفضل الضفائر واللحية المخروطية تم تحديد العدو من أصل آسيوي. يقول الهيروغليفية في الجانب الأيمن «الضرب الأول من الشرق». في الجانب الأيسر، يوجد اسم المسؤول الرفيع المستوى إيني-كا. يبدو أن دن أرسل قواته إلى شبه جزيرة سيناء والصحراء الشرقية عدة مرات. لنهب البدو، الذين عرفهم المصريون الأوائل باسم يونتيو «الأشخاص الذين يعانون من أقواس الصيد»، كانوا أعداءً عاديين لمصر، وغالبًا ما يتسببون في المتاعب.
كان يونتيو هو الاسم المصري القديم لشعوب الصحراء البدوية. أطلق على هذه المجموعة العرقية الكهوف الكاذبة. تم وصفهم بازدراء بأنهم «أكلة الأسماك الذين يعيشون في كهوف متناثرة في الوديان الضيقة». تنتمي يونتيو الآسيوية إلى قبائل الصحراء العربية وكذلك سيناء. في عصور ما قبل الأسرات، ظهروا كأعداء لمصر أكثر وهاجموا في دلتا النيل الشرقي. في وقت لاحق، استحوذت قبائل يونتيو علي الصحراء النوبية.

## عهد الملك دن
الملك «دن» له العديد من الإنجازات من أهمها أنه أعاق قطاع الطرق الذين كانوا يغيرون على سكان الدلتا الغربية. وهو أول ملك فكر في تنظيم مياه النيل وفيضانه في منطقة الفيوم. وكان أول من حبس الأوقاف على المعابد. دفن في العرابة المدفونة في مقبرة كسيت أرضيتها بقطع من الجرانيت.
أسس بعض الطقوس وأسس اتخاذ لقب التتويج «نيسوت - بيتي» وبقي من بعده هذا اللقب إلى عصر الحكم الرومان. كما يرجع إليه لقب اسم نبتي لفرعون وهذا اللقب يعني ملك الوجه القبلي والبحري. وهو صوّر في حجر باليرمو مرتديا التاج الأبيض، رمز الوجه القبلي ثم مرتديا التاج الأحمر رمز الوجه البحري.
وقد كشف في سقارة عن مقبرة لوزيره حماكا بها أقراص من الحجر والنحاس والخشب والعاج ومحلاة بمناظر بديعة وبعضها مطعم بقطع من المرمر.

## الخلفية
بعد تولي حور عحا الحكم وهو ثاني فراعنة الأسرة الأولى في مصر القديمة.عاش تقريبًا في القرن الحادي والثلاثين قبل الميلاد. ذكر المؤرخ المصري مانيتون أن عحا حكم حوالى 62 عامًا. وبعد ان قاد حملة رحلة استكشافية ضد النوبيين.
الملك دجر أو (جر) هو فرعون من الأسرة المصرية الأولى وهو غير معروف; حكم في حوالي سنة 3050 ق م خلف الملك حور عحا وعلى الأغلب انه حكم لمدة 57 سنة ويعتقد انه قام بحملات في بلد النوبة وليبيا.
الملك جت (يعني أفعي حورس) فرعون مصري، ورابع ملوك الأسرة الأولى.[2] بدأ في عهده سياسة استغلال المناجم بحثًا عن المعادن؛ فقد عثر على اسمه منقوشًا على صخرة في أحد الدروب التي كانت تصل ما بين إدفو والبحر الأحمر. عثر له على اللوحة الشهيرة التي تحمل اسمه، والمحفوظة حاليًا في متحف اللوفر في باريس.[3]
الملك دن له العديد من الإنجازات من أهمها أنه أعاق قطاع الطرق الذين كانوا يغيرون على سكان الدلتا الغربية. وهو أول ملك فكر في تنظيم مياه النيل وفيضانه في منطقة الفيوم. وكان أول من حبس الأوقاف على المعابد. دفن في العرابة المدفونة في مقبرة كسيت أرضيتها بقطع من الجرانيت. قضى علي شعب سيت جيت. وقضى علي أهل تجسيم ونهبهم وصد هجوم أهل اليونتيو وهاجمهم وانتصر عليهم.

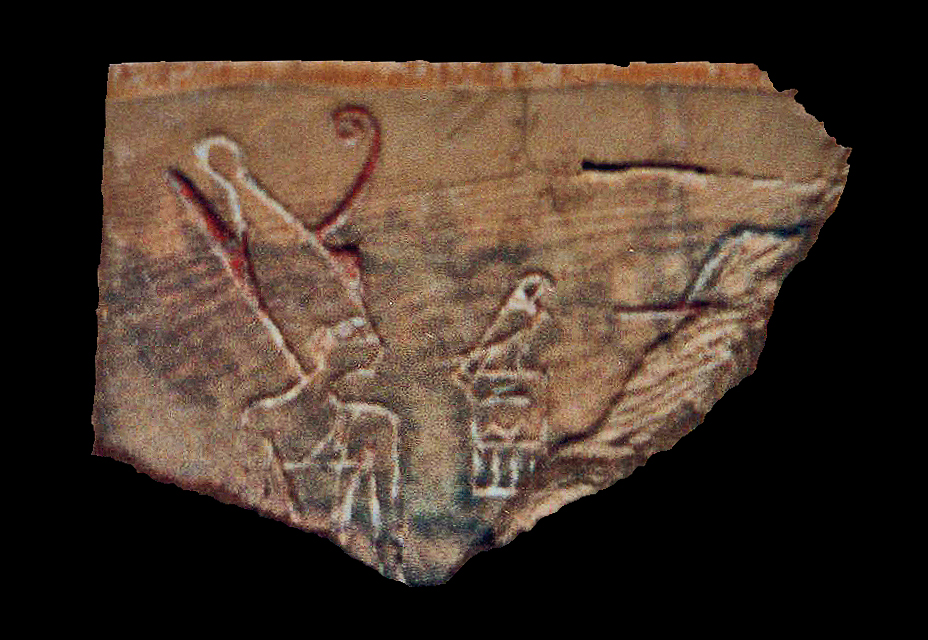
جزء من ملصق عاجي يظهر فيه الفرعون دن وهو يرتدي التاج المزدوج لمصر العليا والسفلى. اكتشف في قبر دن ، الآن في المتحف المصري.

السنة الثلاثين من حكمه: استولى علي مصر العليا والوجه القبلي وظهر بالتاجين؛ الاحتفال الثاني بالتوحيد.
السنة السابعة والثلاثون من حكمه: ذهب في رحلة الإبحار إلى ساه سيتني؛ وقام بتدمير مدينة وير كا.
تم هزيمة *هزيمة قبيلة يونتيو الآسيوية. التي شكلت خطر كبير علي مصر تحت قيادة الملك دن.